# Большая Филёвская улица
Больша́я Филёвская у́лица (в XIX веке Покровская дорога, в 1942—1952 улица Воровского) расположена в Западном административном округе Москвы. Проходит от берега реки Москвы у Шелепихинского моста до улицы Полосухина. После пересечения с улицей Барклая справа до самого её окончания к улице примыкает Филёвский парк c усадьбой Кунцево.

## Происхождение названия
Современное название присвоено 25 января 1952 года улице Воровского   из-за дублирования тогдашнего названия Поварской улицы по исторической деревне Фили (см. Церковь Покрова в Филях), основанной в 1690-е годы и населённой выходцами из соседнего, более старого села Покровское. Историческая Покровская дорога проходила из Филей-Покровского на запад, к Мазилову и Кунцеву.

## История
Первое поселение человека в окрестностях улицы — городище дьяковской культуры IV—V веков до н. э. В XIII—XVIII веках на городище было устроено кладбище.
Сёла вдоль Покровской дороги известны: Покровское (старые Фили) и Кунцево с 1454 года, а Мазилово с 1627 года. По мнению И. Е. Забелина, Фили-Покровское стало вотчиной рода Мстиславских c 1520-х годов; в 1627 году писцовые книги уже упоминали Фили как «старинную вотчину» рода. Мстиславские в это время владели Кунцевым, Мазиловым, Гусаровым, Ипским и всеми землями на ныне не существующей речке Фильке (примерно вдоль её русла проходит Филёвская линия метро). С 1689 года бывшие земли Мстиславских переходят в род Нарышкиных; в 1690-е годы Л. К. Нарышкин перенёс вотчину, а с ней и деревенское население, из Покровского на новое место в Фили, и выстроил там новую, каменную Покровскую церковь. Главный дом Нарышкинской усадьбы располагался в двухстах метрах западнее, на месте нынешнего дома № 11. К югу от усадьбы и церкви, а также на месте Шелепихинского моста, располагались обширные пруды в низовье речки Фильки.
1 (13) сентября во время Отечественной войны 1812 в Филях состоялся военный совет, постановивший сдать Москву Наполеону без генерального сражения. После войны деревни пришли в упадок; усадебный дом Нарышкиных в Кунцеве был восстановлен только в 1818 году.
В 1840-е годы земли по Покровской дороге превратились в популярные среди знати дачные места. В 1850-е управление дачными посёлками перешло к купцу М. Н. Солодовникову; в 1869 усадьбу Кунцево приобрёл купец К. Т. Солдатенков. В 1913 году к югу от Большой Филёвской была заново выстроена церковь Знамения Божьей Матери (арх. С. У. Соловьёв), одна из немногих сохранившихся в Москве церквей в византийском стиле.
В конце XIX века был заложен Западный речной порт, а во время первой мировой войны в Филях развернулось большое строительство: в излучине реки к северу от Большой Филёвской была заложена промышленная зона, которую занимает современный ГКНПЦ имени Хруничева. В советское время застройка Филей началась в 1927; в этом году в Филёвском парке был заложен памятник конструктивистской архитектуры — Дворец культуры имени С.П. Горбунова. С 1952 улица вошла в состав Москвы, с 1958 года в Фили-Мазилово развернулось массовое индустриальное строительство.

## Исторические здания
- Церковь Покрова в Филях — центр деревни Фили (Новозаводская улица, 6)
- ДК Горбунова (Новозаводская улица, 27), 1927—1939, арх. А. Я. Корнфельд
- № 22 — Усадьба "Фили-Кунцево
- Суворовский парк (в конце улицы, по северной стороне) — Усадьба «Кунцево»
- № 65 — Храм иконы Божией Матери «Знамение» в Кунцеве (1908—1913, арх. С. У. Соловьёв)

## Транспорт
На разных участках улицы по ней проходят автобусные маршруты:
- т54, 155 — от Шелепихинского моста до Минской улицы;
- 73 — от Минской улицы до Физкультурного проезда (обратно - до улицы Полосухина);
- 178 — от улицы Барклая до Пинского проезда;
- 104, 130 — от улицы Барклая до Минской улицы.